# Andesplevier
De andesplevier (Oreopholus ruficollis) is een vogel uit de familie van de Charadriidae (kieviten en plevieren).

## Verspreiding en leefgebied
Deze soort komt voor in westelijk en zuidelijk Zuid-Amerika en telt twee ondersoorten:
- O. r. pallidus: noordelijk Peru.
- O. r. ruficollis: van centraal Peru tot Vuurland.

## Status
De grootte van de populatie wordt geschat op 1000 tot 10.000 individuen. Op de Rode lijst van de IUCN heeft deze soort de status niet bedreigd.